# 滎經石佛寺摩崖造像
石佛寺摩崖造像位於四川省雅安市滎經縣，文物遺址年代判定為唐代至明代。2007年6月1日公佈為四川省第七批文物保護單位。